# Фудзіта Макото (хімік)
Макото Фудзіта (яп. 藤田誠, нар. 28 вересня 1957) — японський хімік, спеціаліст в галузі супрамолекулярної комплексної хімії. Професор кафедри прикладної хімії Токійського університету.
У 2018 році здобув премію Вольфа з хімії за створення спеціальних наномереж, в порах яких можна кристалізувати біомолекули і потім визначати їх атомарному будову.

## Нагороди та визнання
- 2000: Премія за досягнення в галузі синтетичної органічної хімії, Японія
- 2001: IBM Japan Science Prize[ja]
- 2003: Срібна медаль Нагої[ja]
- 2009: Премія з науки та техніки, Міністерство культури і науки Японії
- 2010: Премія Лео Есакі[ja]
- 2010: Thomson Reuters Research Front Award
- 2011: 3M Lectureship Award (Університет Британської Колумбії)
- 2012: Лекція Хараша (Чиказький університет)
- 2013: дослідницька премія імені Артура Коупа
- 2013: премія Японського хімічного товариства
- 2013: Merck-Karl Pfister Visiting Professorship (MIT Lectureship award)
- 2014: Медалі Пошани (Японія) з пурпуровою стрічкою
- 2014: Медаль Фреда Басоло (Північно-Західний університет)
- 2018: Премія Вольфа з хімії[10]
- 2019: Премія Японської академії наук[en]
- 2019: Імператорська премія Японської академії наук[en]
- 2019: Золота медаль Пауля Каррера[en]
- 2020: Clarivate Citation Laureates